# Col de Palaquit
De Col de Palaquit is een 1154 meter hoge bergpas in de Alpen.
De col is gelegen in het departement van de Isère in de gemeenten Sarcenas en Le Sappey-en-Chartreuse.

## Wielrennen
In 2014 werd de col voor de eerste maal beklommen in de Ronde van Frankrijk. Als eerste boven:
- 2014:  Alessandro De Marchi